# Andoni Aranaga
Andoni Aranaga Azkune est un coureur cycliste espagnol, né le 1er janvier 1979 à Azpeitia.

## Biographie
Il passe professionnel en 2004 dans l'équipe belge Chocolade Jacques-Wincor Nixdorf, avant de rejoindre en 2005 l'équipe espagnole Kaiku, avec laquelle il a remporté ses deux victoires. Il a ensuite passé deux saisons dans la formation Euskaltel-Euskadi.

## Palmarès

### Palmarès amateur
- 1996
  - 3e de la Bizkaiko Itzulia
- 1997
  - Trophée Centre Morbihan
  - 2e du championnat d'Espagne sur route juniors
  - 3e du championnat d'Espagne de cyclo-cross juniors
- 2000
  - 2e du Tour de Ségovie
- 2001
  - Prologue du Tour de Malaga
  - Xanisteban Saria
  - Oñate Saria
  - 2e de la Subida a Altzo
- 2003
  - Leintz Bailarari Itzulia
  - 4e étape du Tour de Galice

### Palmarès professionnel
- 2005
  - 3e étape du Tour de la Communauté valencienne
  - 2e étape du Tour des Asturies

## Classements mondiaux
| Année           | 2005 |
| --------------- | ---- |
| UCI Europe Tour | 475e |